# Кривоносов Михайло Петрович
Михайло Петрович Кривоносов (1 травня 1929 , Кричів, Mogilev Okrugd  — 11 листопада 1994 , Кричів, Могильовська область ) — радянський легкоатлет, срібний призер Олімпійських ігор. Заслужений майстер спорту СРСР (1954).

## Кар'єра
На Олімпіаді в Гельсінкі в 1952 році брав участь у змаганні метальників молота, але у фіналі не зміг зробити жодної результативної спроби. На наступній Олімпіаді виграв срібну медаль, поступившись лише американцю Гарольду Конноллі.
1954 року виграв чемпіонат Європи, а 1958 став другим на європейській першості.
Шість разів встановлював рекорд світу в метанні молота та одинадцять разів рекорд Радянського Союзу.
Шестиразовий чемпіон СРСР з метання молота, в 1953 році зайняв друге місце на чемпіонаті країни серед метальників диска.
У 1965 році йому було присвоєно звання «Заслужений діяч фізичної культури БРСР», а в 1971 році захистив дисертацію і став кандидатом педагогічних наук.

## Нагороди
- орден Леніна (27.04.1957)